# کوه آنترو
کوه آنترو (به انگلیسی: Mount Antero) یک کوه در ایالات متحده آمریکا است که در شهرستان چافی، کلرادو واقع شده‌است.